# Державино (Раздольненский район)
Держа́вино (до 1948 года Бака́л Каза́цкий; укр. Державіне, крымскотат. Qazaq Baqqal, Къазакъ Бакъкъал) — исчезнувшее село в Раздольненском районе Республики Крым, располагавшееся на северо-западе района, в степном Крыму, в балке Джугеньская-Ахтанская, примерно в 2 километрах северо-западнее современного села Славное.

## История
Впервые в доступных источниках поселение встречается на карте Крымского Статистического управления 1926 года — видимо, оно же казённый участок Бакал, в составе упразднённого к 1940 году Киргиз-Казацкого сельсовета Евпаторийского района в Списке населённых пунктов Крымской АССР по Всесоюзной переписи 17 декабря 1926 года, согласно которому в селении числилось 20 дворов, из них 19 крестьянских, население составляло 101 человек, из них 81 украинец, 12 русских, 7 татар и 1 немец. После создания в 1935 году Ак-Шеихского района (переименованного в 1944 году в Раздольненский) Бакал Казацкий включили в его состав.
С 25 июня 1946 года Бакал Казацкий в составе Крымской области РСФСР. Указом Президиума Верховного Совета РСФСР от 18 мая 1948 года, Бакал Казацкий переименовали в Державино 26 апреля 1954 года Крымская область была передана из состава РСФСР в состав УССР. Время включения в Славновский сельсовет пока не установлено: на 15 июня 1960 года село уже числилось в его составе. Державино ликвидировано в период между 1968 годом, когда село ещё записано в составе Славновского сельсовета и 1977-м, когда посёлок уже числился в списке упразднённых.